# فایرفلای (شرکت هواپیمایی)
فایرفلای (به انگلیسی: Firefly) یک شرکت هواپیمایی با کد یاتا FY است که در تاریخ ۲۰۰۷ میلادی تأسیس شده‌است. دفتر مرکزی و قطب این شرکت هواپیمایی در فرودگاه سلطان عبدالعزیز شاه در کشور مالزی واقع شده و به ۱۹ مقصد، پرواز انجام می‌دهد.